# Atuatuca

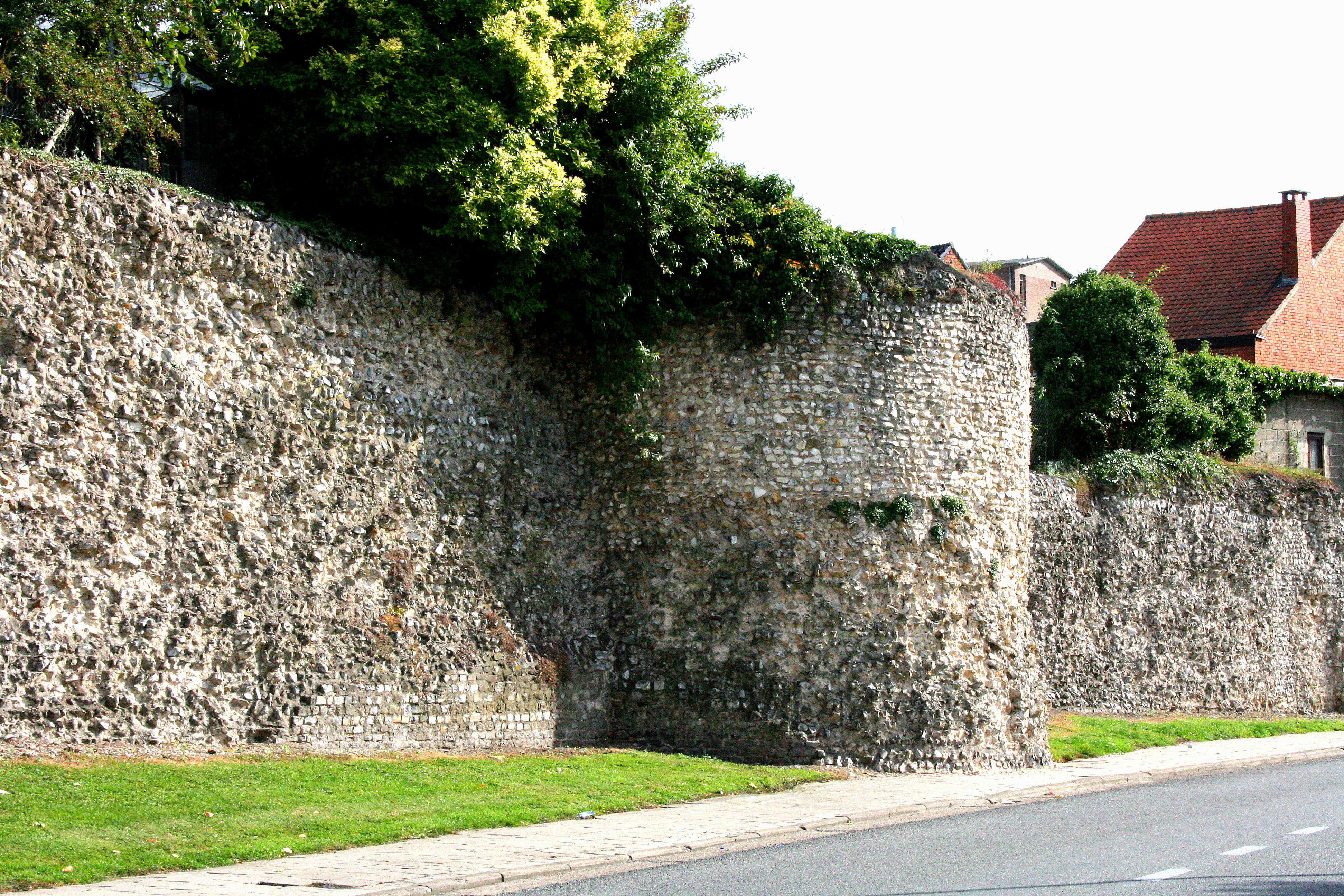
Muro di cinta romano a Atuatuca Tungrorum, moderno Tongeren in Belgio

Atuatuca (o Aduatuca) era il nome di uno o più insediamenti fortificati nella regione tra i fiumi Schelda e Reno, fatte costruire durante le "guerre galliche" da Giulio Cesare. La parola stessa probabilmente significava "fortezza". La pronuncia "Atuatuca" con una "t" è considerata l'originale, nonostante molti documenti latini utilizzino una "d". La moderna città di Tongeren, indicata come Aduatuca Tungrorum negli ultimi tempi dell'impero romano, è sicuramente uno di questi insediamenti, ed eventuali ulteriori luoghi con questo stesso nome, si troverebbero tutti nella stessa regione a nord delle Ardenne, e nel vicino Belgio orientale. A quel tempo, questa regione era abitata principalmente dalla tribù degli Eburoni.

## Discussione sulle possibili Atuatuca che non sono Tongeren
Oltre alle successive menzioni di questo toponimo che si riferiscono chiaramente a Tongeren, i commenti di Cesare alle sue guerre in Gallia sono l'unica fonte di informazione sopravvissuta. La sua prima menzione di Aduatuca per nome, durante la discussione sulla sua soppressione di una ribellione di Eburoni, ed il successivo coinvolgimento degli Sigambri dalla Germania, dice che è "il nome di una fortezza (id castelli nomen est, che potrebbe anche significare è il nome per un forte) che si trova circa al centro dei territori degli Eburoni, dove Titurio e Aurunculeio avevano posto i quartieri d'inverno". Si riferiva a precedenti sezioni dei commentari in cui Quinto Titurio Sabino e Lucio Aurunculeio Cotta sono stati uccisi durante l'inizio di questa ribellione da parte degli Eburoni. A questi due luogotenenti di Cesare era stato ordinato di svernare fra gli Eburoni dopo un anno di siccità, che fu una causa della ribellione, sebbene Aduatuca non fosse stata nominata nella discussione precedente.
Sfortunatamente, anche se Cesare dice che il forte era nel mezzo del territorio degli Eburoni, non c'è consenso sui confini del territorio degli Eburoni. Ad un certo punto Cesare afferma che la parte principale del territorio degli Eburoni era tra il Mosa ed il Reno. Ma è generalmente accettato che il territorio degli Eburoni comprendesse anche la terra tra lo Schelda ed il Mosa, comprese tutte o la maggior parte della bassa  "Campine".
Cesare descrisse l'area circostante come un luogo in cui gli Eburoni potevano disperdersi pericolosamente; alcuni, incluso il loro capo Ambiorige, evidentemente in zone remote delle Ardenne e altri verso le isole tidali nell'Oceano. Non c'era "non avevano un esercito regolare, una fortezza, un presidio che si difendesse con le armi: erano una massa di uomini sparsi ovunque; ciascuno si era appostato dove una valle nascosta, una zona boscosa, una palude impraticabile offriva una qualche speranza di difesa o di salvezza".
Diversi argomenti sono stati forniti per interpretare il nome di Atuatuca come "fortezza" e non per definire la città di Tongeren.
- L'osservazione di Cesare di cui sopra, "id castelli nomen est", può essere interpretata non solo come "questo è il nome di un forte", ma anche alternativamente "questo è il nome per un forte".
- Una tribù vicina, i cui insediamenti non hanno un nome, sono chiamati gli Atuatuci, si erano stabiliti e difesi da un insediamento fortemente fortificato (che non è nominato da Cesare). Il loro nome, "Aduatuci" è stato quindi interpretato come "popolo fortezza"[1].
- Non vi sono prove archeologiche che il sito di Tongeren, l'ultima Atuatuca nella regione, fosse stato occupato prima che i Romani la fondarono lungo la loro importante rotta militare tra Bavay e Colonia[10].
- La geografia di Tongeren, anche se collinare, non è così collinosa come sembra descrivere Cesare. Ciò che descrive sembra essere più tipico delle regioni a sud di Tongeren, verso le Ardenne nella moderna Vallonia. Wightman osserva che "l'unico dettaglio topografico" riguardante l'Atuatuca degli Eburones era una "stretta gola adatta all'agguato" non troppo lontana ad ovest[3]. Ma questa "è una caratteristica troppo comune del panorama delle Ardenne per essere di aiuto"[11].

Oltre a Tongeren, le proposte riguardo a questa posizione di una precedente Atuatuca degli Eburoni includono Spa (in un luogo chiamato Balmoral) e Caestert vicino Kanne, appena a sud di Maastricht, e ragionevolmente vicino a Tongeren. Una volta si pensava che le prove dendrocronologiche contassero contro questa proposta, ma una revisione più recente delle prove ha rinvigorito l'idea.
Altri siti proposti nella vicina provincia di Liegi includono Battice, Limbourg, Dolembreux, a nord est di Esneux e Chaudfontaine; così come Thuin, nella provincia di Hainaut. In Germania sono state proposte anche Atsch a Stolberg, vicino ad Aquisgrana, così come la collina di Ichenberg vicino a Eschweiler.

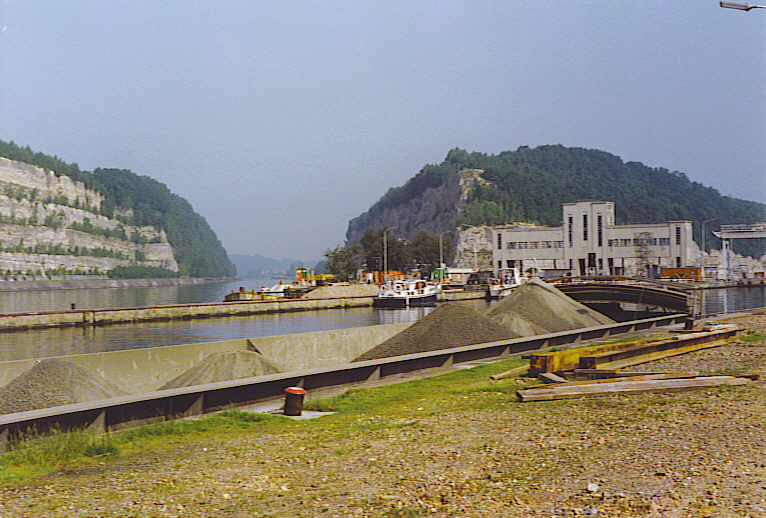
L'altopiano di Caestert, appena a sud di Maastricht, a nord di Visé nel punto in cui si incontrano la Vallonia, le Fiandre e i Paesi Bassi. Oggi è stato diviso dal moderno canale Alberto. Allungandosi a nord, a destra, la parte dell'altopiano dei Paesi Bassi è indicata anche come Monte San Pietro.